# What a Wonderful World (Willie Nelson)
What a Wonderful World è il trentaseiesimo album in studio del cantante di musica country statunitense Willie Nelson, pubblicato nel 1988.

## Tracce
1. Spanish Eyes (Bert Kaempfert, Jerry Leiber, Charlie Singleton, Eddie Snyder, Phil Spector) - 3:33 - duetto con Julio Iglesias
2. Moon River (Henry Mancini, Johnny Mercer) - 3:10
3. Some Enchanted Evening (Oscar Hammerstein II, Richard Rodgers) - 3:40
4. What a Wonderful World (George Douglas/Bob Thiele, George David Weiss) - 2:14
5. South of the Border (Michael Carr, Jimmy Kenned) - 3:17
6. Ole Buttermilk Sky (Jack Brooks, Hoagy Carmichael) - 2:48
7. The Song from Moulin Rouge (Where Is Your Heart?) (Georges Auric, William Engvick) - 2:53
8. To Each His Own (Ray Evans, Jay Livingston) - 3:37
9. Twilight Time (Alan Dunn, Artie Dunn, Al Nevins, Morton Nevins, Buck Ram) - 2:50
10. Ac-Cent-Tchu-Ate the Positive (Harold Arlen, Johnny Mercer) - 2:01